# Cnesmone poilanei
Cnesmone poilanei là một loài thực vật có hoa trong họ Đại kích. Loài này được (Gagnep.) Croizat mô tả khoa học đầu tiên năm 1941.